# محمد بن دخيل العصيمي
محمد بن دخيل العصيمي العتيبي (1353 هـ / 1934م – 1436 هـ / 2015م)، من مواليد قرية سنام، إحدى قرى منطقة الرياض. كاتب ومترجم سعودي، حاصل على شهادة دبلوم في العلوم الاجتماعية.

## الحياة الصحفية
- محرر في مجلة اليمامة في عهد امتياز الشيخ حمد الجاسر، ومشرف على صفحة شؤون البادية.
- محرر في الجزيرة في عهد امتياز الشيخ عبد الله بن خميس، ومشرف على صفحة شؤون البادية.
- محرر في جريدة القصيم في عهد امتياز الشيخ عبد الله الصانع.
- مشرف على صفحة نوواير شعبية في جريدة اليوم.
- كتب في عدة صحف محلية كالبلاد والمدينة المنورة والرياض والخليج العربي.
- عضو النادي الأدبي بالمنطقة الشرقية.

## الحياة العملية
- أحد أفراد الجيش العربي السعودي (الحرس الملكي).
- موظف بوزارة المواصلات.
- موظف بوزارة التربية والتعليم. (المعارف سابقاً والتعليم حاليا).
- موظف برئاسة القضاة.
- موظف بوزارة العمل والشؤون الاجتماعية.
- مدير مركز التنمية الاجتماعية في قرية عرقة.
- مدير مركز التنمية الاجتماعية في مدينة عنيزة.
- مدير مركز التنمية الاجتماعية في مدينة القطيف.
- مساعد رئيس بلدية الدمام.
- مدير شؤون الموظفين في المديرية العامة للشؤون البلدية بالمنطقة الشرقية.
- مساعد رئيس بلدية منطقة القطيف.
- مدير الشؤون الإدارية في أمانة منطقة الدمام.
- رجل أعمال.

## المؤلفات المطبوعة
1. الكويت - تاريخ - أحداث - تحرير - وثائق - أشعار.
2. شعراء عتيبة (جزءان).
3. عرب فارس.[2]

## مؤلفات أخرى
1. عتيبة:أنساب وتاريخ وآداب (مخطوط).
2. مع قبائل الجزيرة (مخطوط) دراسة تاريخية واجتماعية.
3. قبائل شرق الجزيرة (مخطوط).
4. الجوهرة (مخطوط) مجموعة قصصية.
5. شرق الجزيرة العربية عبر التاريخ (مخطوط) تاريخ.
6. معجم التاريخ الإسلامي (مخطوط).
7. أحاديث وشجون - مجموعة مقالات (مخطوط).

## وفاته
توفي يوم الاثنين الثاني من فبراير لعام 2015 الموافق 13 ربيع الثاني 1436.

## وصلات خارجية
- معلومات عن الكاتب